# Cyphophoenix
Cyphophoenix é um género botânico pertencente à família Arecaceae.

## Espécies
- Cyphophoenix elegans
- Cyphophoenix nucele

1. ↑  «Cyphophoenix — World Flora Online». www.worldfloraonline.org. Consultado em 19 de agosto de 2020